# ベネヴァン＝ラベ
ベネヴァン＝ラベ （Bénévent-l'Abbaye、オック語:Benavent）は、フランス、ヌーヴェル＝アキテーヌ地域圏、クルーズ県のコミューン。

## 地理
道路では、コミューンはゲレの西25km、リモージュの北東55km、ブルガヌフの北24kmにある。最寄りのフランス国鉄駅はマルサック駅である。

## 歴史
1028年、リモージュの司祭アンベールは、ベネヴァンから1kmほど離れたスゴンドラという場所に、聖アウグスチヌ会戒律の修道院を創設した。この修道院は1030年前後に現在の場所に移転した。修道院の名は、イタリアのベネヴェントからもたらされた聖バレテレミの聖遺物がもともと修道院に収められていたことに由来する。
1459年、サン・ジェルマン領主マルク・フコーは修道院を大修道院（abbaye）とした。弟のルイ・フコーがベネヴァンの初代大修道院長であったためである。

## 人口統計
| 1962年 | 1968年 | 1975年 | 1982年 | 1990年 | 1999年 | 2008年 | 2013年 |
| ------ | ------ | ------ | ------ | ------ | ------ | ------ | ------ |
| 1142   | 1074   | 1106   | 1023   | 837    | 824    | 838    | 844    |

参照元:1962年から1999年までは複数コミューンに住所登録をする者の重複分を除いたもの。それ以降は当該コミューンの人口統計によるもの。1999年までEHESS/Cassini、2006年以降INSEE。

## 史跡
- サン・バレテレミ教会 - 修道院付属教会。リムーザン・ロマネスク様式の傑作。フランス歴史文化財[4]

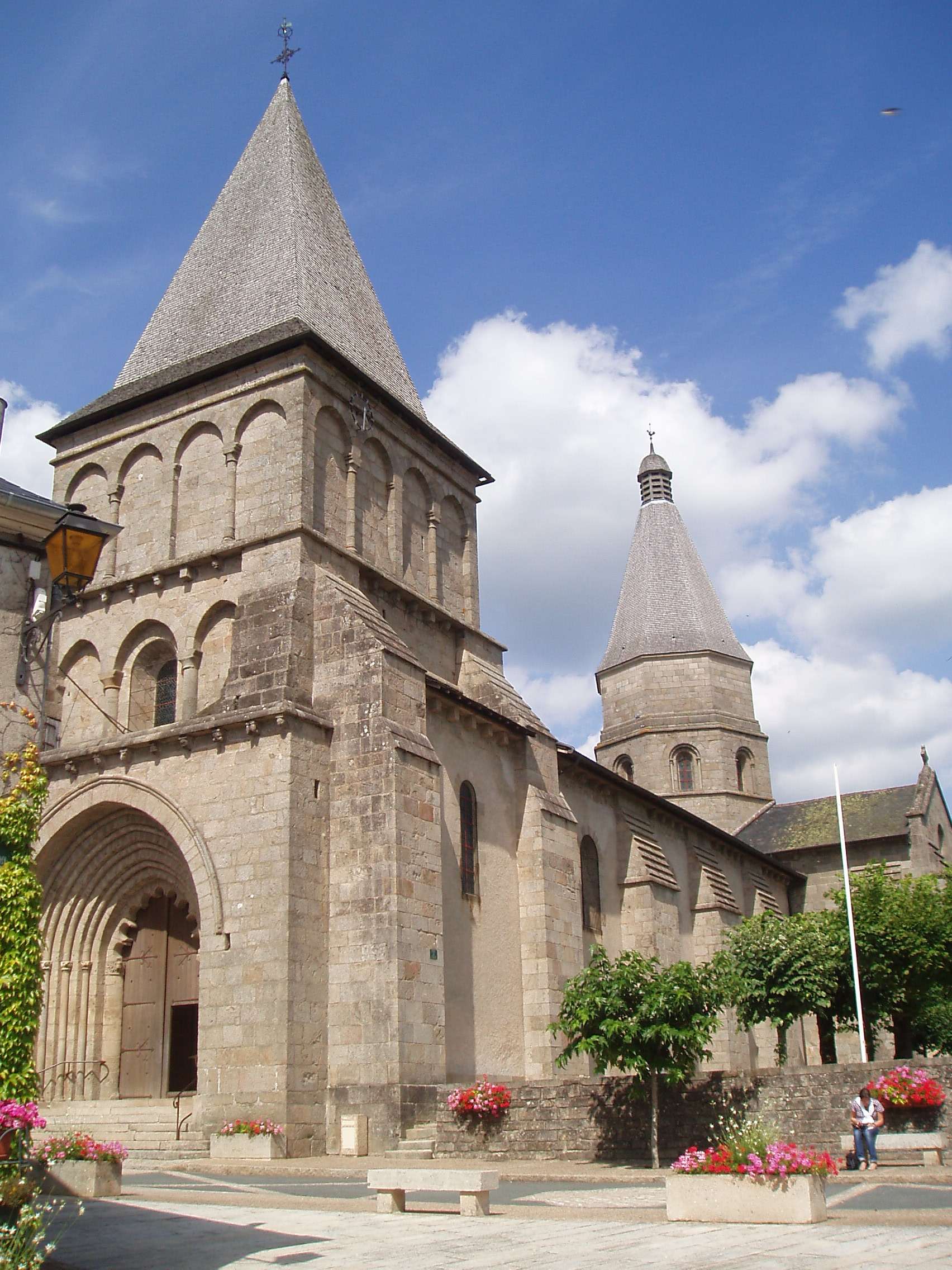
サン・バレテレミ教会
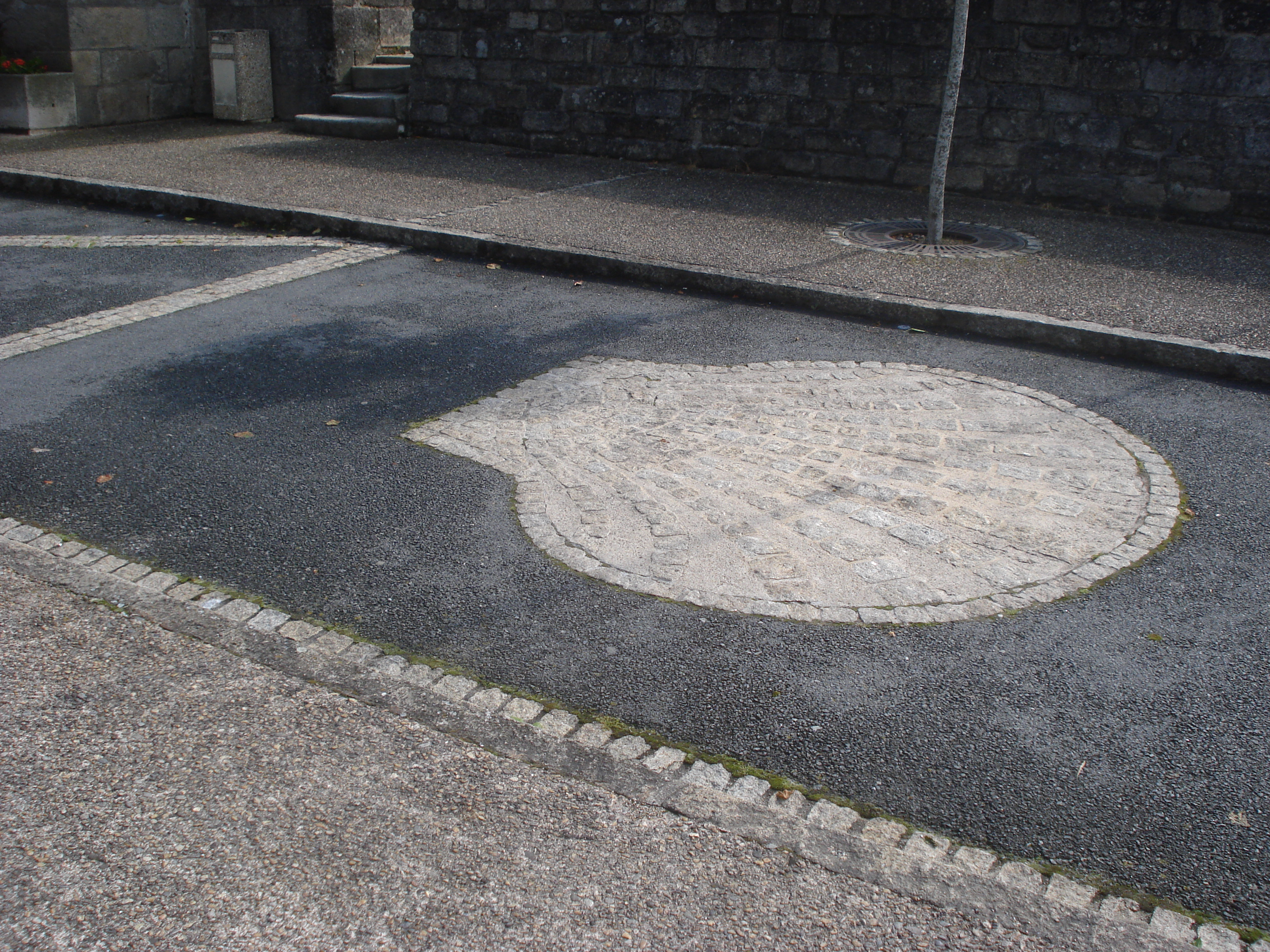
サンティアゴ・デ・コンポステーラの巡礼路を示すホタテ貝の意匠
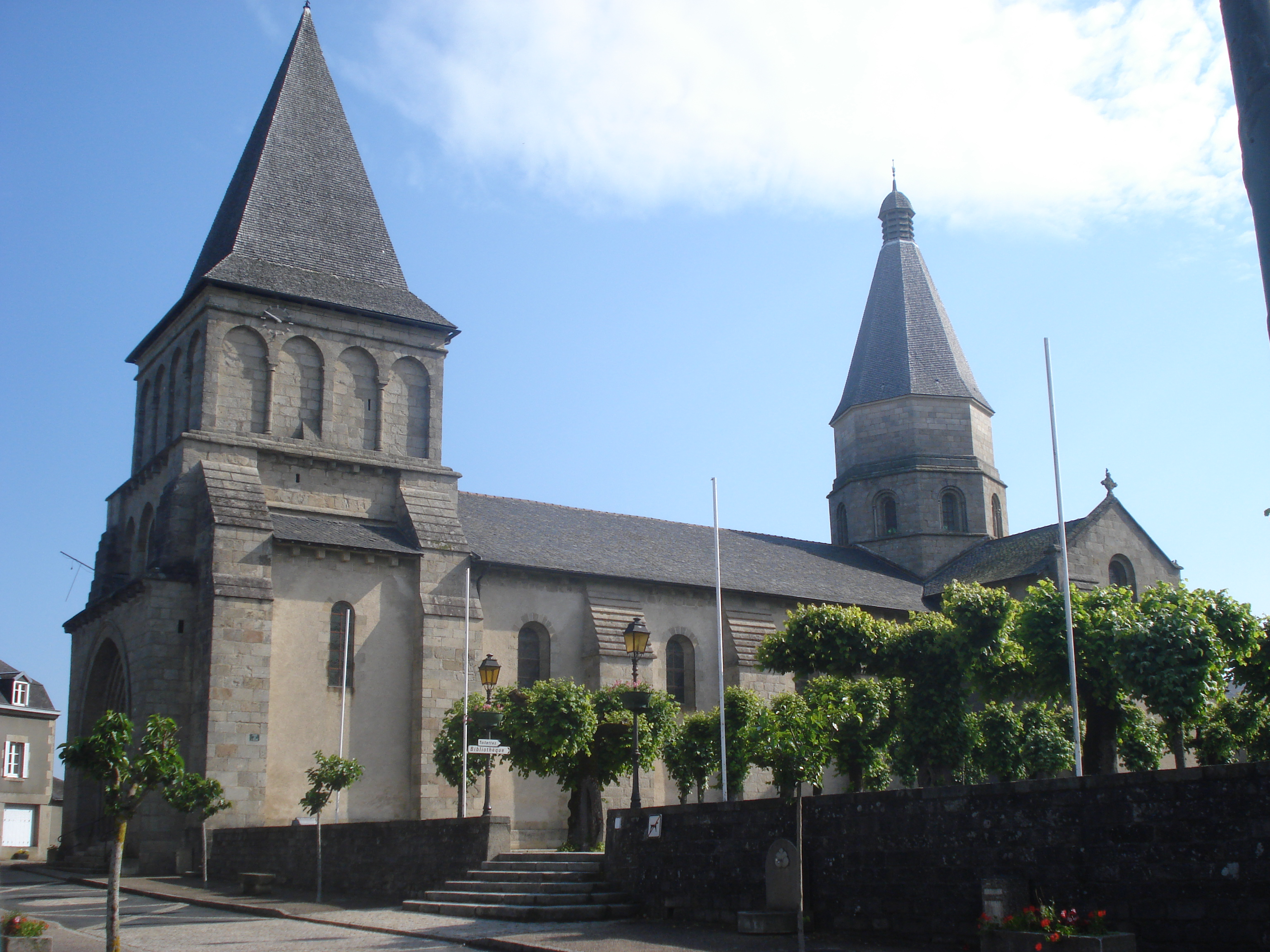
サン・バレテレミ教会
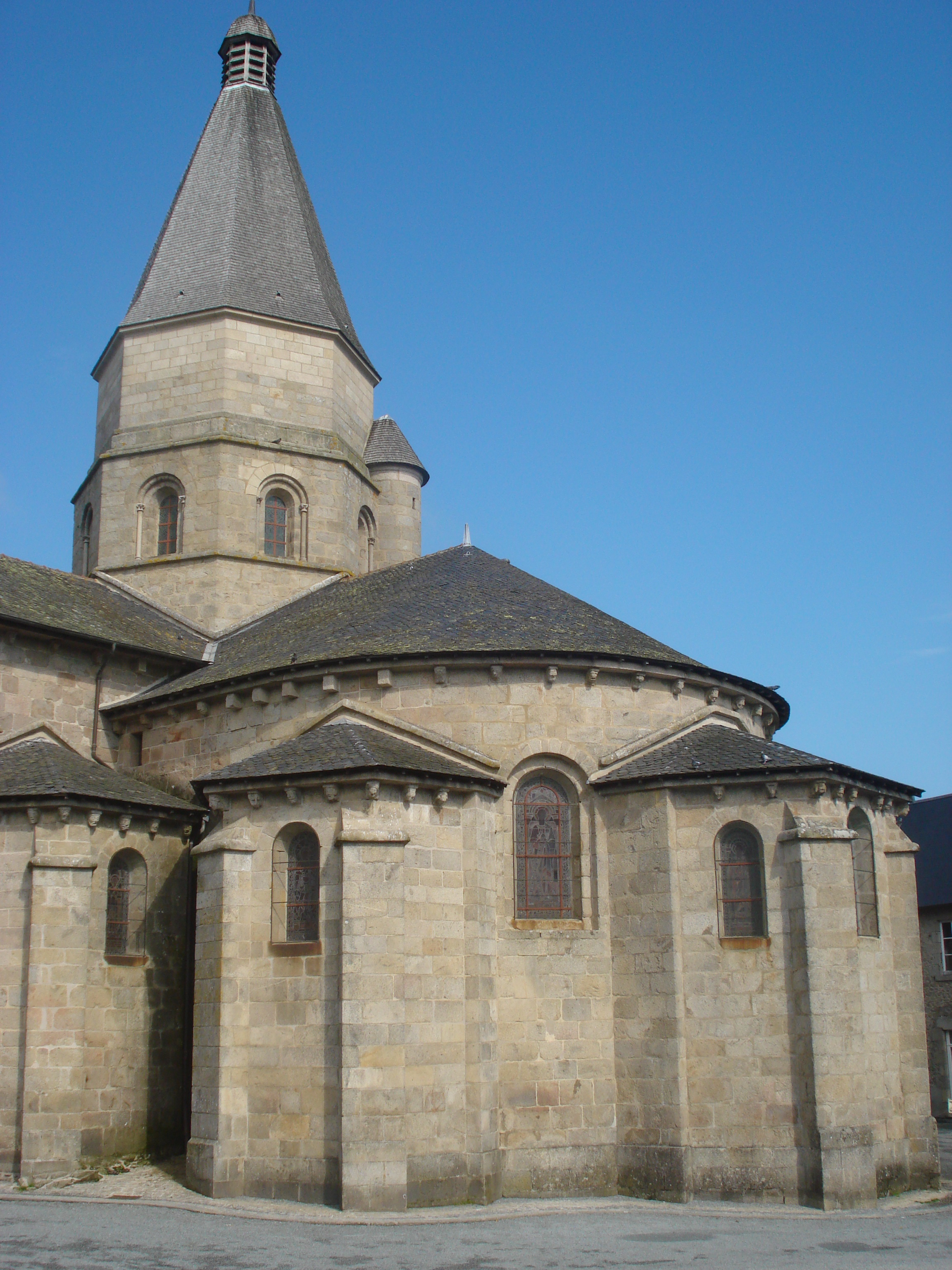
教会のシュヴェ
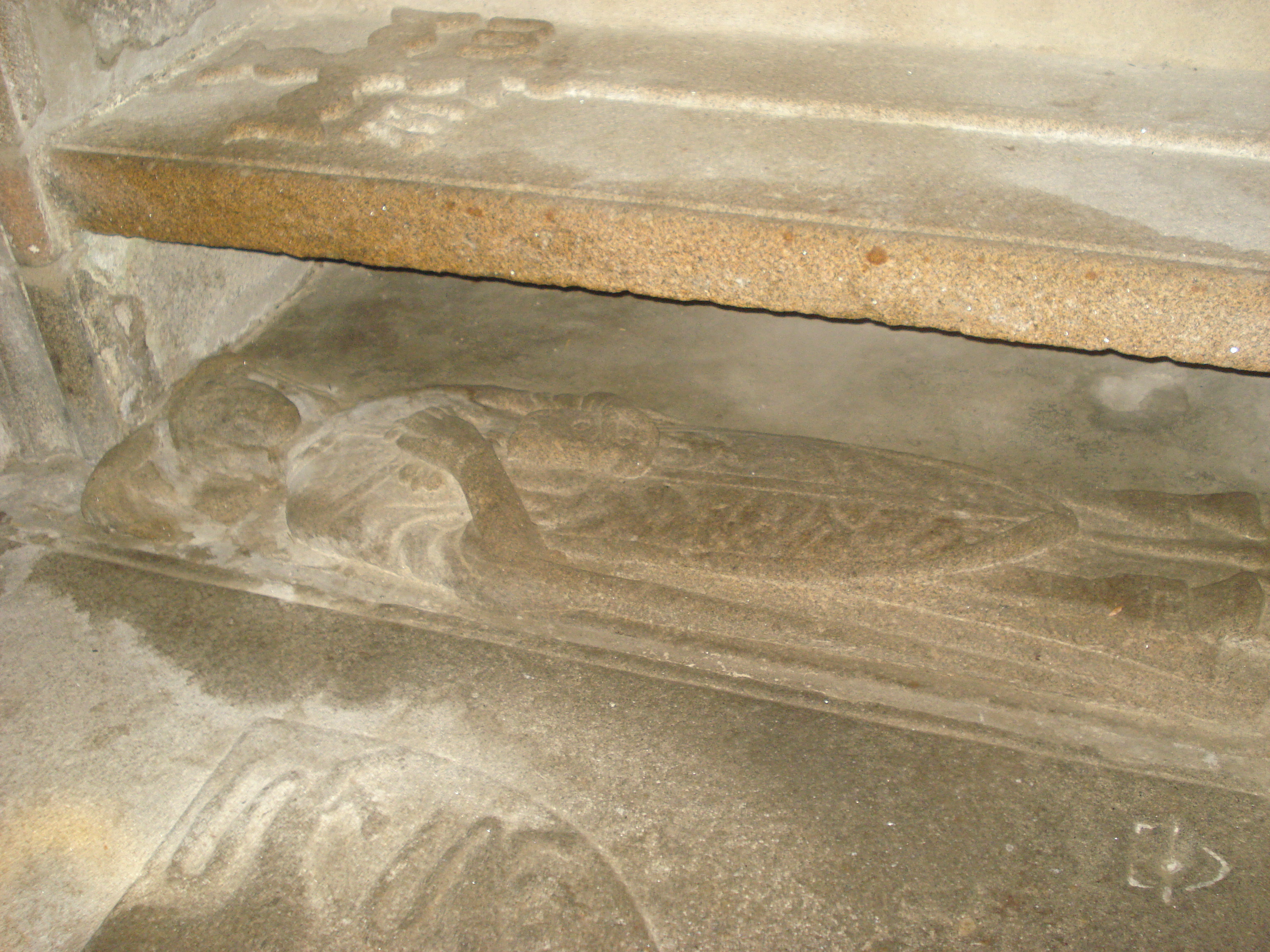
創設者アンベールの墓所